# Jean Guélis
Pour les articles homonymes, voir Guélis.
Jean Guélis est un chorégraphe et danseur français, né le 10 décembre 1923 à Paris 9e et mort le 29 avril 1991 à Paris 18e.

## Biographie
Il est le père du compositeur Alain Guélis.
Il est inhumé au cimetière de Saint-Cloud (Hauts-de-Seine).

## Spectacles
- 1960 : Dix millions cash, musique de Francis Lopez, mise en scène de Jacques Mauclair
- 1961 : Visa pour l'amour, musique de Francis Lopez, mise en scène de René Dupuy
- 1966 : La Grande Pitié de Maurice Clavel, mise en scène de Henri Doublier
- 1967 : Les Fleurs du mal d'après Charles Baudelaire, mise en scène de Jean-Christophe Averty
- 1967 : Les Choéphores de Paul Claudel, mise en scène de Henri Doublier
- 1968 : S.O.6, musique de Jo Moutet, mise en scène de Max Revol
- 1970 : Indien vaut mieux que deux tu l'auras de Jean Le Poulain, mise en scène de l'auteur
- 1970 : De la Belle Époque… aux années folles ! de Claude Dufresne
- 1971 : Barbe-Bleue, mise en scène de Maurice Lehmann
- 1975 : Histoire d'oser de Victor Béniard, mise en scène de Robert Manuel
- 1976 : Voyez-vous ce que je vois ? de Ray Cooney, mise en scène de Jean Le Poulain
- 1976 : Le Bourgeois gentilhomme de Molière, mise en scène de Jean Le Poulain
- 1976 : La Belle Hélène musique de Jacques Offenbach, mise en scène de Jean-Laurent Cochet
- 1977 : Apprends-moi, Céline de Maria Pacôme, mise en scène de Gérard Vergez
- 1979 : L'Ami Clodomuche de Jacques Sarthou, mise en scène de Brigitte Deruy
- 1984 : Mam'zelle Nitouche, mise en scène de Théo Jehanne
- 1984 : La Mélodie des strapontins, mise en scène de Jean-Luc Tardieu

## Filmographie

### En tant que chorégraphe

#### Longs métrages
- 1956 : Gervaise de René Clément (scène de la polka)
- 1956 : La mariée est trop belle de Pierre Gaspard-Huit
- 1957 : Mademoiselle Strip-tease de Pierre Foucaud
- 1959 : Le Bossu d'André Hunebelle
- 1960 : Plein Soleil de René Clément
- 1960 : Le Capitan d'André Hunebelle
- 1965 : Quoi de neuf, Pussycat ? de Clive Donner
- 1974 : Par ici la monnaie de Richard Balducci
- 1974 : Bons baisers... à lundi de Michel Audiard
- 1975 : La Pépée du gangster de Giorgio Capitani
- 1977 : Gloria de Claude Autant-Lara
- 1980 : L'Avare de Jean Girault et Louis de Funès (scène du repas de mariage)
- 1982 : Le Gendarme et les Gendarmettes de Jean Girault et Tony Aboyantz

##### Courts métrages
- 1951 : Quatorze juillet : un jour férié de Jean Benoît-Lévy
- 1952 : French Cancan de Jean Benoît-Lévy
- 1961 : Magic coiffeur de Louis Cuny (également scénariste)

#### Télévision
- 1954 : Le Petit Poucet, téléfilm de Jean-Paul Carrère
- 1959-1960 : Airs de France, série télévisée de , épisodes Les pêcheurs de perles et La Comtesse Maritza
- 1961 : Monsieur Antoine, téléfilm de Guy Lessertisseur
- 1962 : Font-aux-Cabres, téléfilm de Jean Kerchbron
- 1963 : Je connais une blonde, téléfilm de Georges Folgoas
- 1968 : Kœnigsmark, téléfilm de Jean Kerchbron
- 1969 : For me - formidable, émission de Jean-Christophe Averty
- 1971 : Ubu enchaîné, téléfilm de Jean-Christophe Averty
- 1973 : Musidora, téléfilm de Jean-Christophe Averty
- 1974 : Le Poulain au galop, émission de Jacques Pierre
- 1975 : Numéro un, émission de Marion Sarraut, consacré à Jean-Pierre Darras
- 1975 : Le Tour du monde en quatre-vingts jours, téléfilm de Pierre Nivollet
- 1977-1978 : Les Folies Offenbach, feuilleton de Michel Boisrond
- 1978 : Sumarísimo (es), émission de Valerio Lazarov
- 1980 : Frénésie tzigane, téléfilm musical de Georges Paumier
- 1980 : À la Jamaïque, téléfilm musical
- 1980 : Émilie Jolie, téléfilm de Jean-Christophe Averty
- 1980 : Viva Mexico, téléfilm de Jean Hennin
- 1981 : Colorado, téléfilm musical de Roger Pradines
- 1982 : On sort ce soir, émission de Jean-Christophe Averty, épisode Panurge
- 1984 : L'Amour en héritage, mini-série de Kevin Connor
- 1987 : Napoléon et Joséphine (en), mini-série de Richard T. Heffron

### Apparitions au cinéma et à la télévision
- 1950 : Minne, l'ingénue libertine de Jacqueline Audry
- 1951 : Quatorze juillet : un jour férié de Jean Benoît-Lévy, court-métrage
- 1951 : La Mystérieuse Fatima de Jean Benoît-Lévy, court-métrage
- 1952 : French Cancan de Jean Benoît-Lévy, court-métrage
- 1952 : Omnibus (en), série télévisée de Jean Benoît-Lévy, épisode  Mr. Lincoln: Part 2
- 1961 : Magic coiffeur de Louis Cuny, court-métrage (également scénariste)
- 1968 : Tessa, émission musicale de Jean Kerchbron, consacrée à Tessa Beaumont
- 1973 : Les Confidences érotiques d'un lit trop accueillant de Michel Lemoine : le professeur de danse
- 1980 : Le Surmâle, téléfilm de Jean-Christophe Averty : Arthur Gough
- 1981 : Ubu cocu ou l'archéoptéryx, émission de Jean-Christophe Averty : un vidangeur

### Émission de télévision
- Champs-Élysées, émission du 21 avril 1984